# Literaturjahr 1837
Liste der Literaturjahre

Literaturjahr 1837 | ►►

Weitere Ereignisse
Dieser Artikel behandelt das Literaturjahr 1837.

## Ereignisse

### Prosa
- 7. April: Die Märchen Die Prinzessin auf der Erbse, Des Kaisers neue Kleider und andere von Hans Christian Andersen erscheinen in einer Ausgabe der Reihe Eventyr fortalte for Børn (Märchen, für Kinder erzählt) in Dänemark.

- Der US-amerikanische Schriftsteller Nathaniel Hawthorne veröffentlicht Twice-Told Tales, eine Sammlung mehrerer zuvor anonym erschienener Erzählungen. Die Kurzprosasammlung enthält unter anderem die Erzählungen The Gray Champion, The Wedding-Knell, The Minister’s Black Veil, Wakefield, The Great Carbuncle und The Hollow of the Three Hills.

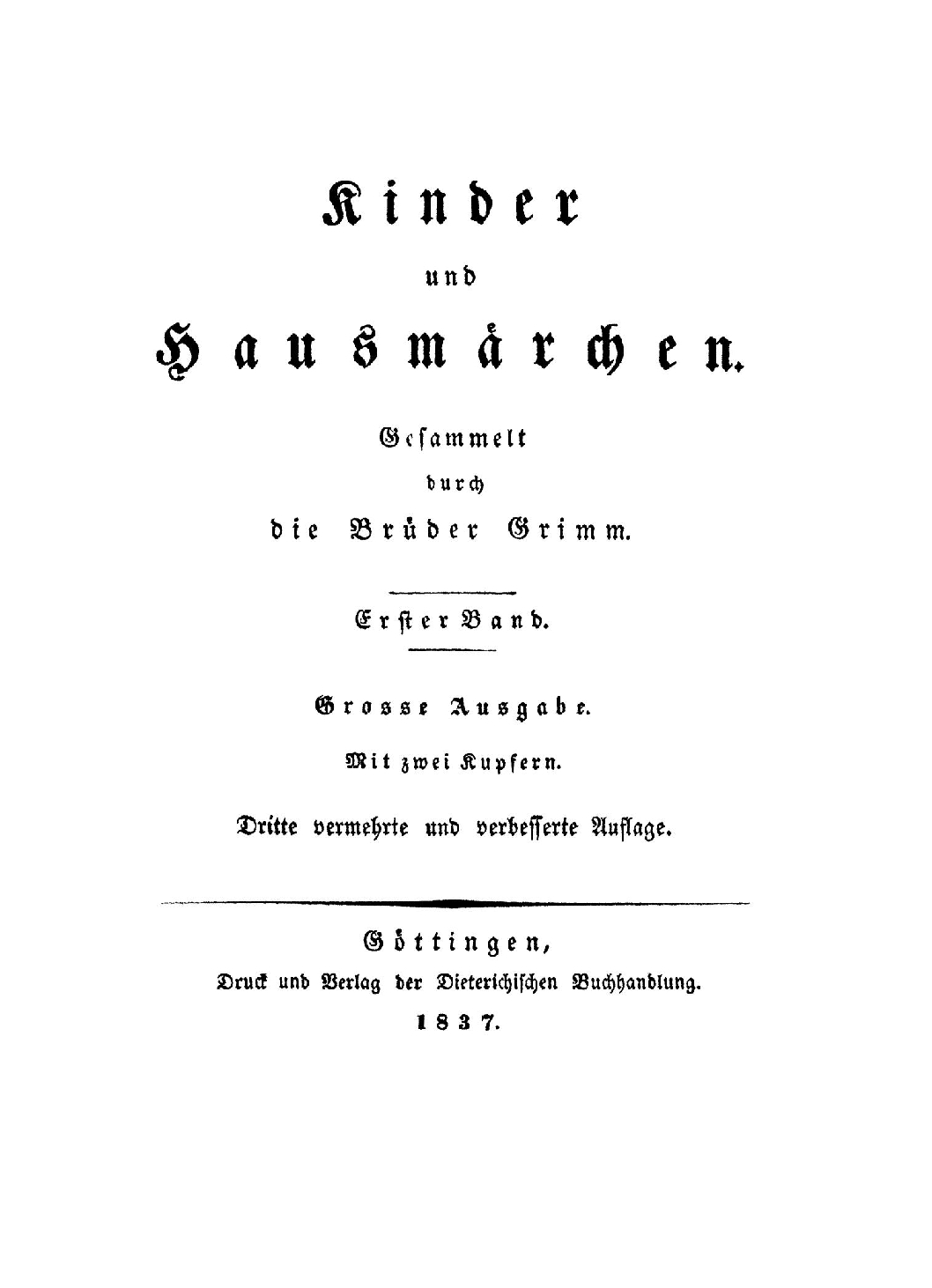
Grimms Märchen, erster Band der dritten Auflage (lesen)

- Eine dritte – neuerlich erweiterte – Auflage der Kinder- und Hausmärchen der Brüder Grimm erscheint.
- Heinrich Heine veröffentlicht Ueber den Denunzianten. Eine Vorrede zum dritten Theile des Salons.

### Lyrik
- Das spätromantische Gedicht Mondnacht von Joseph von Eichendorff wird erstmals veröffentlicht.

### Periodika
- 17. Mai: Die US-amerikanische Tageszeitung The Baltimore Sun wird gegründet.

### Politische Werke
- 18. November: Die Professorengruppe der Göttinger Sieben reichen schriftlich ihren Protest gegen die Rücknahme der liberalen Verfassung durch ihren Landesherrn, König Ernst August I. von Hannover ein. Am 12. Dezember werden sie deshalb wegen angeblichen Hochverrats entlassen.

### Sachliteratur

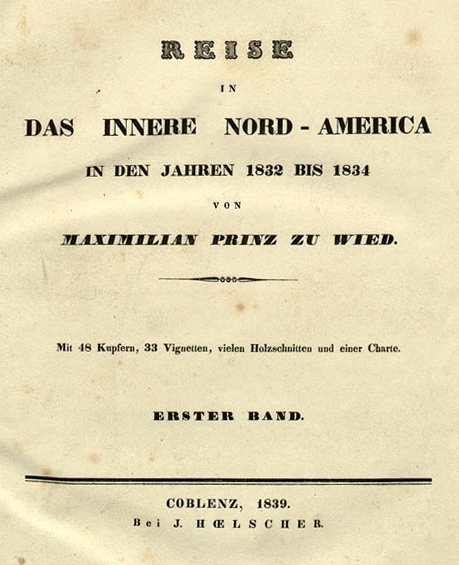
Titelblatt des 1. Bandes

- Der erste Band der Reise in das innere Nord-America in den Jahren 1832 bis 1834 von Maximilian zu Wied-Neuwied mit Illustrationen von Karl Bodmer erscheint.
- Joseph Gerhard Zuccarini veröffentlicht die Erstbeschreibung der Gattung Echinopsis als Teil der Familie der Kakteengewächse.

### Religion
- 27. Mai: In der Enzyklika Summo iugiter studio geht Papst Gregor XVI. auf Mischehen ein und besteht auf der Erziehung der Kinder hieraus im katholischen Glauben.

### Weitere Ereignisse
- Die Biblioteca Reale (Bibliotheca Regia Taurinensis) in Turin wird gegründet.

## Geboren
- 10. Februar: Harrison Gray Otis, US-amerikanischer Verleger († 1917)
- 15. Februar: Wilhelm Jensen, deutscher Schriftsteller († 1911)
- 23. Februar: Rosalía de Castro, spanische (galicische) Lyrikerin († 1885)
- 1. März: Georg Ebers, deutscher Ägyptologe und Schriftsteller († 1898)
- 1. April: Jorge Isaacs, kolumbianischer Schriftsteller und liberaler Politiker († 1895)
- 5. April: Algernon Swinburne, britischer Schriftsteller († 1909)
- 18. April: Max Jähns, deutscher Offizier und Schriftsteller († 1900)
- 27. Mai: Camill Schaible, deutscher Oberst und Militärschriftsteller († 1906)
- 8. Juni: Moritz Heyne, deutscher Germanist und Lexikograph († 1906)
- 14. August: Johannes Trojan, deutscher Schriftsteller († 1915)
- 19. August: Heinrich Hansjakob, badischer Pfarrer, Politiker und Heimatschriftsteller († 1916)
- 24. August: Adolf von Wilbrandt, deutscher Schriftsteller und Direktor des Burgtheaters in Wien († 1911)
- 27. Oktober: Ilia Tschawtschawadse, georgischer Schriftsteller und Politiker († 1907)
- 16. November: Jean Jacques Boudet, französischer Priester und Autor († 1915)
- 30. Dezember: Marie Lipsius, deutsche Musikschriftstellerin († 1927)

- Sırapyon Manas, armenischer Theaterregisseur, Übersetzer, Autor und Schauspieler

## Gestorben
- 4. Februar: John Latham, britischer Arzt, Ornithologe, Naturforscher und Autor (* 1740)
- 10. Februar: Alexander Puschkin, russischer Autor und Dichter (* 1799)
- 12. Februar: Ludwig Börne, deutscher Schriftsteller (* 1786)

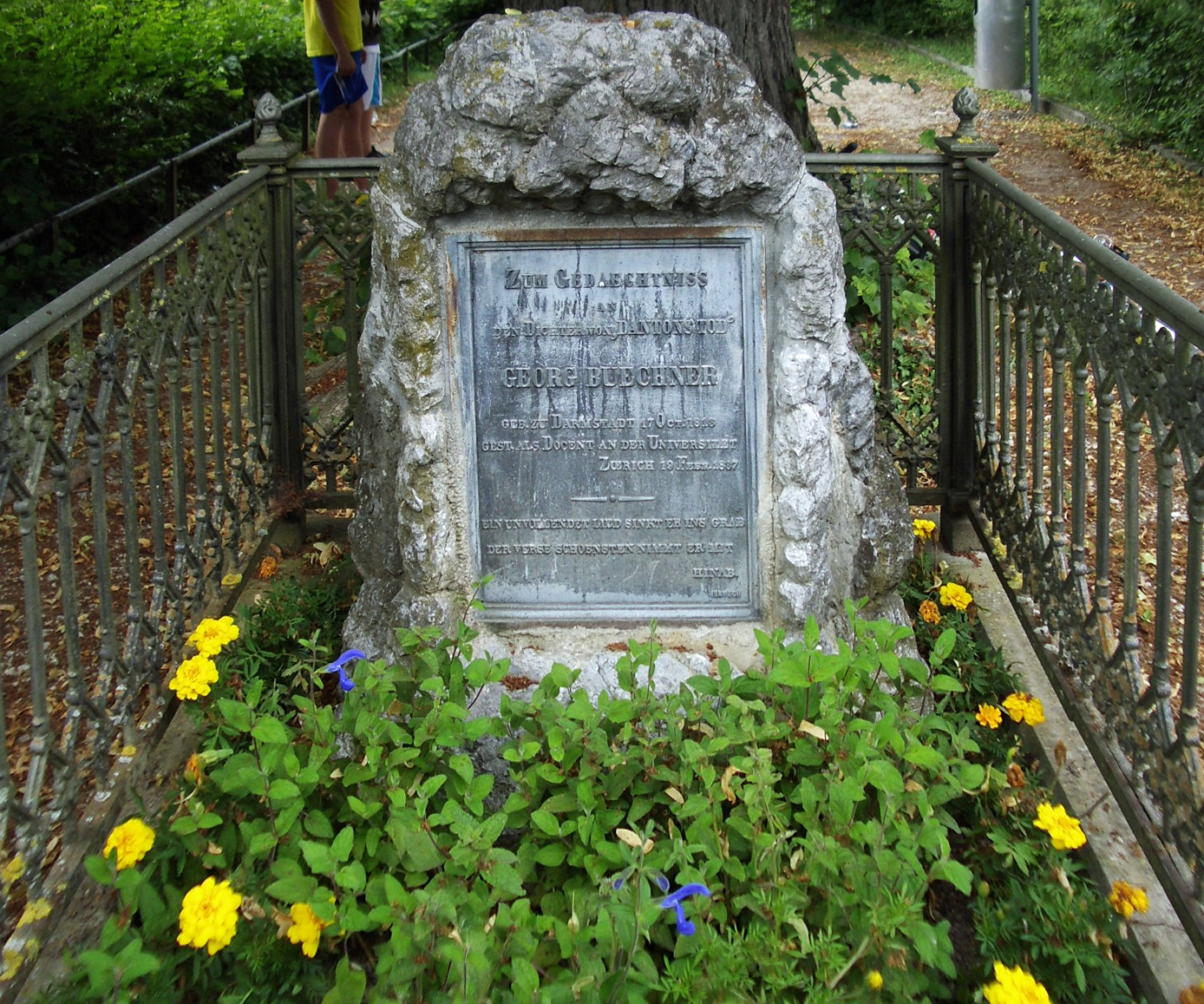
Büchners Grabstein auf dem Germaniahügel in Zürich

- 19. Februar: Georg Büchner, deutscher Schriftsteller (* 1813)
- 19. Februar: Thomas Burgess, englischer Autor und Philosoph (* 1756)
- 18. Mai: Hans Christian Lyngbye, dänischer Pfarrer, Botaniker und Herausgeber (* 1782)
- 14. Juni: Giacomo Leopardi, italienischer Dichter (* 1798)
- 18. Juni: Carl Christian Horvath, deutscher Buchhändler; Gründer des deutschen Börsenvereins der Buchhändler (* 1752)
- 19. November: Carl Theodor Barth, deutscher Jurist und demokratischer Publizist (* 1805)
- 25. Dezember: Karl Friedrich Reinhard, französischer Diplomat, Staatsmann und Schriftsteller (* 1761)